# Claus Sluter

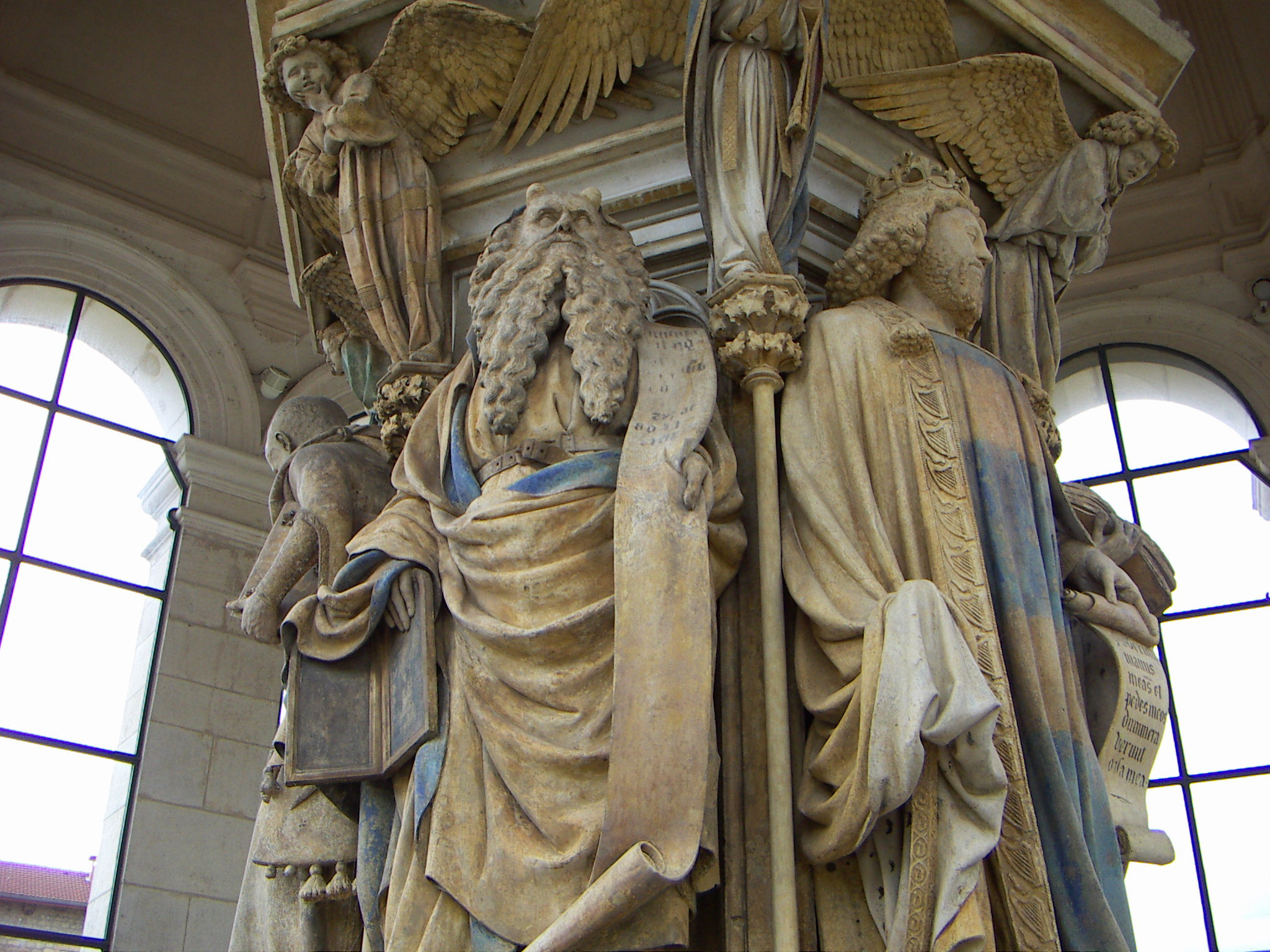
Il Pozzo dei Profeti nella Certosa di Champmol

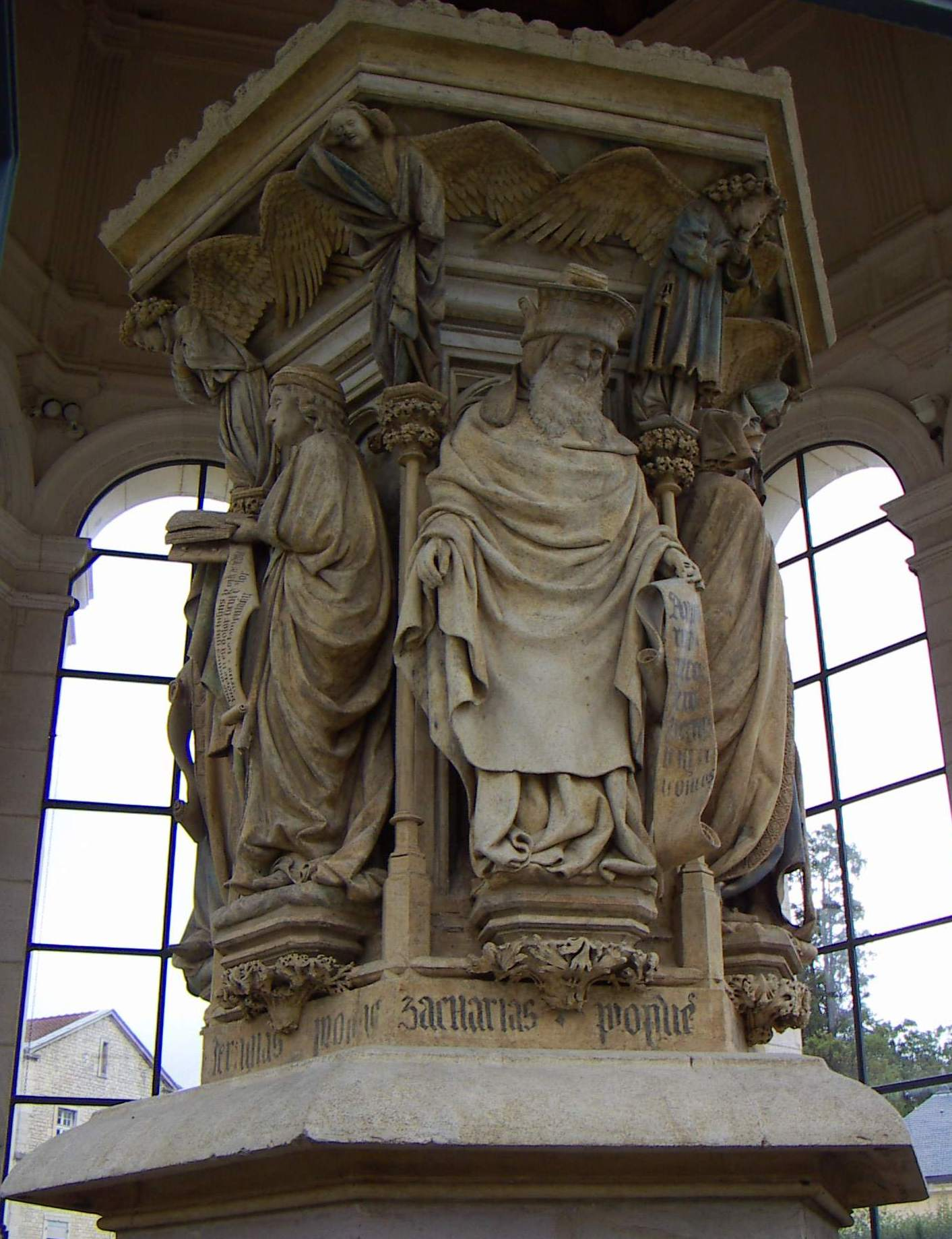
Il Pozzo dei Profeti

Claus Sluter (Haarlem, 1340 circa – Digione, 1405 circa) è stato uno scultore olandese.

## Biografia e opere
Attivo principalmente a Digione, fu uno dei maggiori scultori di stile gotico internazionale nell'Europa settentrionale. Nulla si sa della sua formazione: la sua opera matura, per la vivace caratterizzazione delle figure e l'accuratissima finitura delle superfici, ha precedenti nella scultura delle Fiandre meridionali. Nel 1385 è documentata la sua presenza a Digione nella bottega di Jean de Marville, l'artista che aveva ricevuto da Filippo II l'Ardito, duca di Borgogna, l'incarico di eseguire le sculture per la Certosa di Champmol.
Alla morte di Jean de Marville (1389), che guidava il cantiere, Sluter gli subentrò nella direzione dei lavori, eseguendo il suo primo capolavoro, del 1391-1393, le statue a grandezza naturale del portale della Certosa. La Vergine col Bambino è addossata al pilastro centrale, ai lati Filippo e Margherita III delle Fiandre inginocchiati, sono presentati alla Madonna da san Giovanni Battista e santa Caterina d'Alessandria.
Per la prima volta nella storia della scultura gotica, Sluter rese qui le statue autonome rispetto all'architettura: il vano del portale diviene una sorta di scena tridimensionale asservita alla "recitazione" delle figure, sciolte anche, nelle movenze, dagli innaturali schemi gotici. La sua scultura è infatti caratterizzata dalla monumentale plasticità delle figure e da una nuova concezione realistica.
Fu poi a Parigi (1392), a Dinant e a Malines (1395), prima di tornare a Digione per eseguire un'enorme Crocefissione commissionata dal duca per Champmol nel 1395: un gruppo scultoreo che doveva essere addossato alla fontana da porre al centro del chiostro maggiore della certosa. Dell'opera, la prima all'interno della certosa che possa essere considerata interamente progettata da Sluter, sopravvive un pilastro esagonale – detto il Pozzo dei Profeti o di Mosè – cui si appoggiano sei figure di profeti e altrettanti angeli, di salda volumetria e straordinaria espressività. In quest'opera viene superato lo stile contemporaneo delle figure esili e eleganti, creando personaggi dalla possente fisicità, saldamente disposti nello spazio tramite una piena consapevolezza del volume plastico. Grande espressività è data dagli effetti di chiaroscuro, mentre i dettagli sono tutti resi con la massima precisione e realismo: dai pesanti cinturoni in cuoio che reggono le vesti lanose, alle vene pulsanti sulla fronte del calvo Mosè. Ciascuna statua è inoltre caratterizzata da una profonda indagine psicologica estranea alla tipica stilizzazione gotica.
Ultimo capolavoro dell'artista fu la sequenza dei Pleurants inseriti nella tomba di Filippo l'Ardito (ora smembrata e ricomposta in parte nel Museo delle belle arti di Digione), destinata al coro della certosa, sintesi impareggiabile di verità mimetica e raffinatezza esecutiva, che fu portata a termine nel 1410 dal nipote Claus de Werve. Sui fianchi del catafalco la cerimonia funebre è rappresentata nella processione di un corteo di piangenti, parenti e ufficiali del duca, vestiti del saio, che tra le arcate di marmo segue il gruppo appartenente al clero; il tema non è nuovo, ma è nuova la monumentalità delle figure, accentuata dal loro contrapporsi al ritmo dell'architettura.
L'opera di Sluter ebbe un vasto influsso, non solo nell'ambito della scultura, che andrà sempre più distaccandosi dall'architettura accogliendo suggestioni pittoriche e teatrali, ma anche sulla pittura fiamminga quattrocentesca che a sua volta, nei polittici, frequentemente riprende a grisaille corpose figure sluteriane.